# Richard Onslow, I barone Onslow
Richard Onslow, I barone Onslow (23 giugno 1654 – 5 dicembre 1717) è stato un politico inglese.

## Biografia
Era il figlio di Sir Arthur Onslow, e della sua seconda moglie, Mary Foote, figlia di Sir Thomas Foote. Frequentò la St. Edmund Hall.

## Carriera
Nel 1679 divenne un membro del Parlamento per Guildford. Una delle prime azioni di Onslow come membro del Parlamento fu di sostenere l'Exclusion Bill, che mirava, senza successo, a negare al trono britannico il cattolico Giacomo II d'Inghilterra. Fu rieletto nel 1685. Fu anche il Lord dell'Ammiragliato (1690-1693).
Onslow era una figura molto impopolare tra i membri di entrambi i partiti politici, in particolare durante il suo mandato come oratore. Era estremamente pedante e mostrava un'assoluta devozione per il principio, di conseguenza gli fu dato il soprannome di "Stiff Dick".
L'impopolarità di Onslow raggiunse l'apice nel 1710 quando non riuscì a mantenere il suo seggio nelle elezioni di quell'anno. Per rimanere nella camera dei comuni fu costretto a sedere per il borgo di St. Mawes.
Onslow riacquistò gran parte del suo favore politico quattro anni dopo. Alla morte della regina Anna, nel 1714, Onslow era un sostenitore di un successore protestante, in cambio del suo sostegno, fu ricompensato dall'essere stato nominato Cancelliere dello Scacchiere, una posizione che mantenne per circa un anno prima di dimettersi. Fu creato Barone Onslow il 19 luglio 1716.
Ha servito come Lord luogotenente del Surrey dal 1716 fino alla sua morte l'anno successivo. 

## Matrimonio
Sposò, il 31 agosto 1676, Elizabeth Tulse (?-25 novembre 1718), figlia di Sir Henry Tulse. Ebbero un figlio:
- Thomas Onslow, II barone Onslow (27 ottobre 1679-5 giugno 1740)